# Lettország művészete

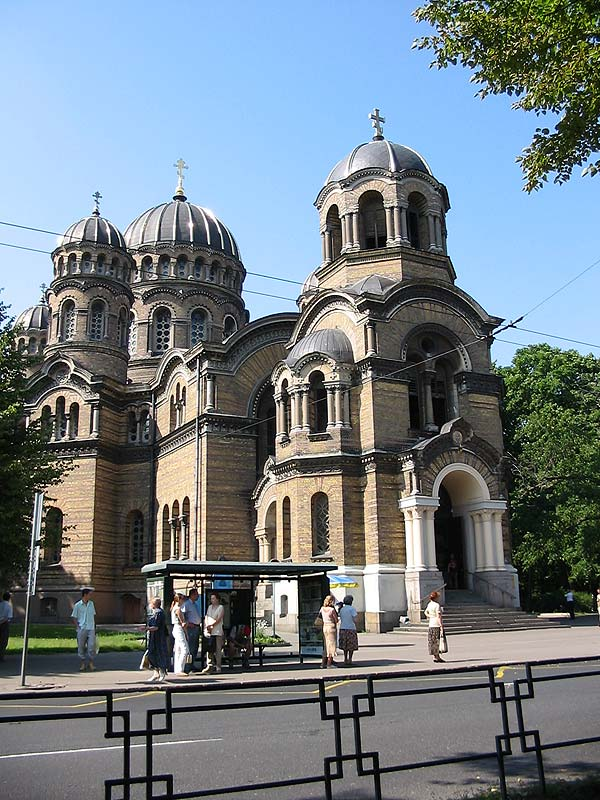
A rigai ortodox templom (Lettország)

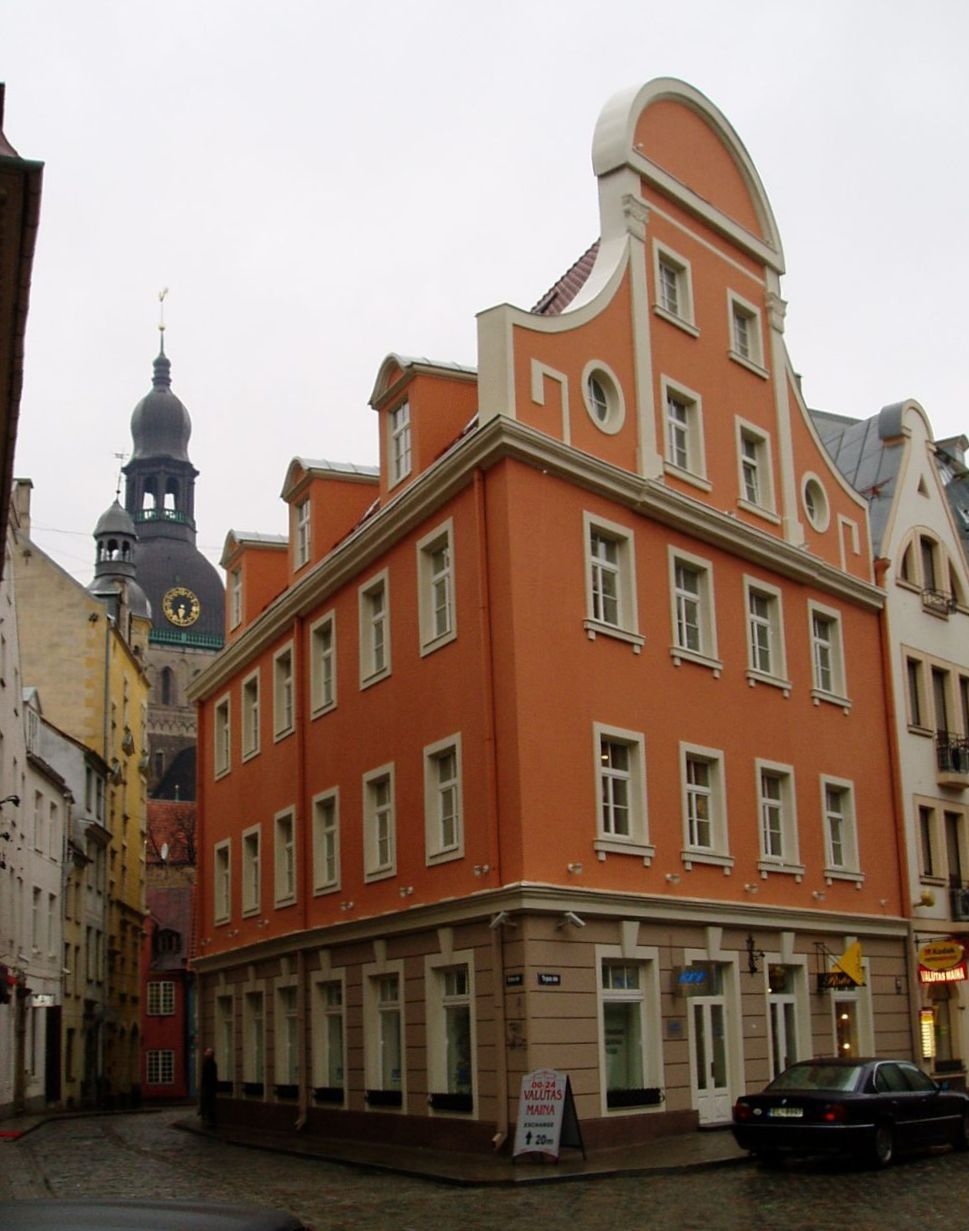
Rigai ház, a hanza-építészet egyik emléke (Lettország)

Lettország a balti országok egyike. 

## Az építészetben
A lett építészetben csak a 12. században jelent meg a kő, a hagyományos építőanyagot, a fát azonban nem szorította ki. A középkor folyamán nagyban befolyásolta Skandinávia művészete, elsősorban a Hanza-kereskedelem miatt. Ez a hatás mutatható ki a rigai Szent Péter-katedrálison és Szent János-templomon. A barokk korban itt is rengeteg kastély épült. A kastély-építészet legszebb emléke a szintén Rigában található Dannenstern-palota. Az Oroszországgal ekkor már szoros kapcsolatban álló államban működött Rastrelli is. A 19. században is neves külföldi építész alkotott itt: Quarenghi.

## A képzőművészetben
A 19. század a lett szobrászat fejlődésének időszaka is, mely a népi díszítőművészetből fejlődött ki, akárcsak a festészet. A lett képzőművészet úttörői K. F. Gun (1830-1877), J. I. Feddeers (1838-1904) és A. J. Daugul (1830-1909) voltak. Hagyományaikat és célkitűzéseiket a századfordulón is folytatták: A. Baumanis (1869-1904), J. F. Valters (1869-1932), V. E. Purvit (1872-1945) festők és grafikusok; G. I. Skilters (1874-?), T. E. Zalkaln (1876-?) szobrászok. A XX. században ide is eljutottak a kortárs avantgárd irányzatok, de a realista festészet megőrizte a művészeti életben betöltött fontos szerepét. Miután a Szovjetunió tagállamává vált, a szocialista realizmus nyomta rá bélyegét mind az építészetre, mind a képzőművészetekre, ezek alól szerencsére napjainkra megszabadult.